# Dubravka Mijatović
Dubravka Mijatović (Beograd, 27. decembar 1968) srpska je filmska, pozorišna i televizijska glumica. Devedesetih godina bila je poznata po ulogama u serijama Bolji život i Srećni ljudi, kasnije u serijama Stižu dolari i Bela lađa. Godine 2008. dobila je glavnu žensku ulogu u popularnoj seriji Moj rođak sa sela, a deset godina kasnije glavne uloge u serijama Nemanjići - rađanje kraljevine i Žigosani u reketu. Dubravka je značajne uloge ostvarila i u filmovima Jagoda u supermarketu i Tri palme za dve bitange i ribicu. Igrala je i u uspešnoj predstavi Doručak kod Tifanija pozorišta Madlenijanum.
Mijatovićeva je bila tinejdžerska ikona devedesetih, i u vreme snimanja serije Srećni ljudi jedno od najpopularnijih TV-lica.

## Biografija
Kao dete, bila je član dramskog studija Bate Miladinovića, a prvu ulogu odigrala je sa šest godina u tv seriji „Vaga za tačno merenje“.
Sa sedamnaest godina dobila je priliku da zaigra jednu od uloga u filmu „Nije lako sa muškarcima“ (1985). Fakultet dramskih umetnosti u Beogradu je upisala 1988. godine iz trećeg pokušaja. Diplomirala je 1994. godine. Bila je na klasi profesora Vladimira Jevtovića, na klasi zajedno sa Ivanom Mihić, Nebojšom Dugalićem, Draganom Mićanovićem i ostalima.
Nakon zapažene uloge buntovne devojke Sanje u drugoj sezoni megapopularne serije „Bolji život“ (1990—1991), Dubravka je kao studentkinja dobila šansu da uz Tanju Bošković zaigra glavni ženski lik u seriji „Srećni ljudi“ (1993). Uloga Đine Golubović donela joj je ogromnu popularnost, ali Dubravka je na početku snimanja druge sezone odlučila da napusti seriju. I dok se u novinama moglo pročitati da je glumica dobila otkaz jer je redovno kasnila na snimanje, Dubravka je tvrdila da je jedini razlog njenog odlaska iz serije neredovna isplata honorara i pretvaranje njenog lika u kič i šund. Njenim stopama krenula je i Tanja Bošković, pa je tako nastavak serije doveden u pitanje. Autori su razmišljali o njenom ukidanju, ali na zahtev gledalaca snimanje je nastavljeno sa novim glumicama. Iako je igrala u samo 25 epizoda, Dubravka je ostala zaštitni znak „Srećnih ljudi“. Zbog tog skandala, poznata glumica je dugo bila na crnoj listi RTS-a, a njen povratak na mali ekran javnog medijskog servisa usledio je 2003. serijom „Kazneni prostor“. Nakon epizodne uloge Gordane u seriji Stižu dolari (2004), Dubravka je ponovo jedan od glavnih aktera serije Siniše Pavića. U „Beloj lađi“ (2007—2008) igra Slađanu Savić, a glavnu žensku ulogu igrala je i u popularnoj seriji Moj rođak sa sela.
Dubravka je napustila snimanje i Pinkove serije „Pare ili život”, u kojoj je tumačila glavni ženski lik – Višnju. Izvršni producent i glumac Milutin Mima Karadžić je izjavio da mu je žao što se to dogodilo, ali da nisu mogli da izađu u susret Dubravkinim zahtevima. Mijatovićeva je izjavila da Karadžić nije ispoštovao dogovor, i da, kako je rekla, „nije mogla da ga čeka za pare šest meseci, jer je samohrana majka”.
Mijatovićeva je stalna članica Ateljea 212 od 1996. godine. Bila je udata za glumca Gorana Radakovića, sa kojim ima ćerku Ivu (2000), a zatim je bila u vanbračnoj zajednici sa Marinkom Madžgaljem do 2014. godine sa kojim ima ćerku Saru.

## Nagrade
- Nagrada Carica Teodora na filmskim susretima u Nišu 1998, za ulogu Nadice u filmu „Tri palme za dve bitange i ribicu“.[4]
- Zlatna mimoza za najbolju ulogu na festivalu u Herceg Novom,za ulogu Ivane u filmu „Rat uživo“

## Teatrografija
- Filomena Marturano kao Lučija
- Kola mudrosti dvoje ludosti kao Mašinjka
- Ljubavno pismo kao Leposava
- Ovde kao Keti
- Putujuće pozorište Rikot kao Marta
- Ljubavi Džordža Vašingtona kao Silvija
- Prosjačka opera kao Lusi
- Večera sa prijateljima kao Beti
- Smrtonosna motoristika kao Silvana
- Grobljanska kao Mira
- Kontuzov kao Baba
- Moja draga kao Draga
- Kaj sad kao Biba
- Tramvaj zvani želja kao Silvija
- Priča se po gradu
- Нестајанје

## Filmografija
- Nije lako sa muškarcima (1985) kao Milica
- Tri palme za dve bitange i ribicu (1998) kao Nadica
- Rat uživo (2000) kao Ivana
- Jagoda u supermarketu (2003) kao Ljubica

## TV uloge
- Vaga za tačno merenje (1978) kao Duda
- Bolji život (1988) kao Sanja
- Kuća za rušenje (1991) kao Jelena
- Bolji život 2 (1991) kao Sanja
- Srećni ljudi (1993) kao Đurđina Đina Golubović
- Ljubavi Džordža Vašingtona (1998) kao Silvija
- Rondo (2001) kao medicinska sestra
- Kazneni prostor kao Silvija
- Ko čeka dočeka (2002)
- Kazneni prostor 2 (2003) kao Silvija
- Stižu dolari (2004) kao Gordana
- Bela lađa (2006-2010) kao Slađana Savić
- Pozorište u kući (2007) kao Bogdanka Lakićević Bubili
- Moj rođak sa sela (2008) kao Milena Malešević
- Pare ili život (2008) kao Višnja
- Nemanjići — rađanje kraljevine (2017) kao Ana Nemanjić
- Papijeva ekipa (2018) kao Lola
- Urgentni centar (2018—2025) kao dr Sara Kolarov
- Žigosani u reketu (2018—2019) kao Jelica Zečević
- Čudne ljubavi (2022) kao Voditeljka Sonja

## Spoljašnje veze
- Dubravka Mijatović на веб-сајту
- MORALA DA POBEGNE: Zašto je Dubravka napustila Srećne ljude (Nportal, 3. oktobar 2022)